# Чилийско фламинго
Чилийските фламинга (Phoenicopterus chilensis) са вид едри птици от семейство Фламингови (Phoenicopteridae). Разпространени са в умерените зони на Южна Америка от Еквадор и Перу до Чили и Аржентина, както и в най-югоизточните части на Бразилия и Уругвай.
Чилийското фламинго достига на височина 110–130 cm и е близко родствено с розовото и карибското фламинго, като някои класификации обединяват трите форми в един вид. Отличава се от тези два вида по сивкавите крака с розови колена и с това, че по-голяма част от човката е оцветена в черно. В ранна възраст оперението може да не е розово, а сиво.
В клюна на чилийското фламинго има гребеновидни структури, които му дават възможност да филтрира храната си, главно водорасли и планктон, от водата по морския бряг, речните устия, лагуните и соленоводните езера, край които живее.
Чилийските фламинга живеят на големи ята. През размножителния сезон мъжкият и женската заедно изграждат колоновидно гнездо от кал и заедно мътят яйцата, снесени от женската. След излюпването малките са сиви на цвят, като придобиват розовото си оперение след 2-3 години. Мъжките и женските могат да отделят в гушата си хранително млекоподобно вещество, с което хранят малките.